# Dalmacio (nombre)
Dalmacio es un nombre de pila masculino de origen latino en su variante en español. Procede del latín Dalmatius, gentilicio de Dalmacia, antigua región ubicada en la actual Croacia.

## Santoral
Lunes 5 de diciembre: San Dalmacio.

## Variantes
- Femenino: Dalmacia.

| Variantes en otras lenguas | Variantes en otras lenguas |
| -------------------------- | -------------------------- |
| Español                    | Dalmacio                   |
| Alemán                     | Dalmatius                  |
| Catalán                    | Dalmau                     |
| Croata                     | Dalmacije                  |
| Francés                    | Dalmatius, Dalmace         |
| Holandés                   | Dalmatius                  |
| Inglés                     | Dalmatius                  |
| Italiano                   | Dalmazio                   |
| Latín                      | Dalmatius                  |
| Polaco                     | Dalmacjusz                 |
| Ruso                       | Далмаций (Dalmacij)        |